# Home Invasion
Home Invasion är en svensk TV-serie från 2021, regisserad av Don Bitters III. Serien hade premiär på streamingtjänsten Viaplay den 20 juni 2021 och då släpptes alla sex avsnitten.

## Handling
Serien handlar om familjen Family som till synes är en helt vanlig familj. Men det ingen vet är att i själva verket är familjen full med utomjordingar med ett mål att passa in med människorna på jorden.

## Rollista (i urval)
- Morena Baccarin – Casie
- Johan Glans – Al Family
- John Noble – Buck Murdock
- Marilyn Cutts – Connie Murdock
- Luke Dimyan – Zeb Miller
- Jadah Marie – Jamie Family
- Nishi Munshi – Val Family
- Leo Oliva – Mick Pearson
- Ross Philips – Tom Adams
- Paul Blackthorne – Stan Hecht